# Bislett Games 2012
Bislett Games 2012 byl lehkoatletický mítink, který se konal 7. června 2012 v norském městě Oslo. Byl součástí série mítinků Diamantové ligy 2012.

## Výsledky
- Archiv výsledků zde [1]

### Muži
| Disciplína     | 1. místo                     | 2. místo                      | 3. místo                     |
| 100 m          | Usain Bolt 9,79              | Asafa Powell 9,85             | Lerone Clarke 10,10          |
| 1500 m         | Asbel Kipruto Kiprop 3:49,22 | Caleb Mwangangi Ndiku 3:50,00 | Mekonnen Gebremedhin 3:50,02 |
| 5 000 m        | Dejen Gebremeskel 12:58,92   | Hagos Gebrehiwot 12:58,99     | Imane Merga 12:59,77         |
| 400 m překážek | Javier Culson 47,92          | Jehue Gordon 48,78            | Justin Gaymon 48,97          |
| Skok o tyči    | Renaud Lavillenie 582 cm     | Malte Mohr 562 cm             | Łukasz Michalski 552 cm      |
| Trojskok       | Ljukman Adams 17,09 m        | Christian Taylor 17,06 m      | Sheryf El-Sheryf 17,03 m     |
| Vrh koulí      | Tomasz Majewski 21,36 m      | Dylan Armstrong 20,82 m       | David Storl 20,69 m          |
| Hod oštěpem    | Vítězslav Veselý 88,11 m     | Fatih Avan 83,82 m            | Andreas Thorkildsen 82,30 m  |

### Ženy
| Disciplína       | 1. místo                        | 2. místo                  | 3. místo                   |
| 200 m            | Murielle Ahouréová 22,42        | Abi Oyepitanová 22,71     | Charonda Williamsová 22,75 |
| 400 m            | Amantle Montshoová 49,68        | Patricia Hallová 50,71    | Debbie Dunnová 51,22       |
| 1500 m           | Abeba Aregawiová 4:02,42        | Genzebe Dibabaová 4:03,28 | Anna Miščenková 4:03,33    |
| 100 m překážek   | Sally Pearsonová 12,49          | Kristi Castlinová 12,56   | Tiffany Porterová 12,70    |
| 3 000 m překážek | Milcah Chemos Cheywaová 9:07,14 | Sofia Assefaová 9:09,00   | Hiwot Ayalewová 9:09,61    |
| Skok do výšky    | Chaunté Loweová 197 cm          | Tia Hellebautová 193 cm   | Marina Aitovová 190 cm     |
| Skok daleký      | Olga Kučerenková 696 cm         | Jelena Sokolovová 689 cm  | Janay DeLoachová 678 cm    |
| Hod diskem       | Sandra Perkovićová 64,89 m      | Nadine Müllerová 63,60 m  | Yarelis Barriosová 63,57 m |